# Agésilaos II.
Agésilaos II. nebo Agésiláos II. nebo Agesilaos II. (starořecky Ἀγησίλαος) byl spartský král z královského rodu Eurypontovců. Na trůn nastoupil v roce 398 př. n. l. a vládl do roku 360 př. n. l. Byl synem Archidama II. a jeho druhé manželky Eupolie. Patřil mezi nejvýznamnější krále v dějinách Sparty. Jeho spolukrálem z dynastie Agiovců byl v letech 398–394 př. n. l. Pausaniás, v letech 394–380 př. n. l. Agésipolis I., v letech 380–371 př. n. l. Kleombrotos I., v letech 371–369 př. n. l. Agésipolis II. a v letech 369–360 př. n. l. Kleomenés II.

## Život
Agésilaos se stal králem Sparty po svém nevlastním bratrovi Agidovi II., neboť Agidova syna Leótychida neuznali za legitimního následníka pro podezření, že byl nemanželským synem. Sparta byla na začátku kralování Agésilaa hegemonem v Řecku, ale v letech jeho vlády pro události, které sám nemohl zvrátit tuto pozici ztratila. Ještě před nástupem Agésilaa na trůn se Sparta zamíchala do vnitřních záležitostí Persie. Když v roce 404 př. n. l. zemřel perský král Dareios II. a jeho synové Artaxerxes a Kýros se dostali do sporu o trůn, Sparťané vojenskou pomocí o počtu 13 000 žoldáků podpořili Kýra, ale tento strategický tah jim nevyšel, neboť Kýros v roce 401 př. n. l. v bitvě u Kunax padl a dlouhou strastiplnou cestu domů nepřátelskou krajinou přežilo jen 6000 Řeků.  Trest Peršanů nenechal na sebe dlouho čekat a vítězný Artaxerxés se Spartě pomstil válkou trvající od roku 399 do roku 394 př. n. l., která skončila prohrou Sparty v námořní bitvě u Knidu, kde Sparta přišla o téměř celé své loďstvo a tím o nadvládu v Egejském moři.
Na začátku války se i díky vojenským schopnostem krále Agésilaa Spartě ve válce dařilo. Agésilaos v bojích s Peršany osvobodil celou řadu maloasijských iónských měst a po významné bitvě u Sard, kde zvítězil proti Peršanům vedeným satrapou Tissafernem, hodlal proniknout hluboko do vnitrozemí Perské říše, ale tento úmysl mu zmařil rozkaz na návrat do Sparty pro vojenský konflikt, který propukl na Peloponésu.
V roce 395 př. n. l. vypukla tzv. Korintská válka a to přimělo Spartu odvolat z perské fronty krále Agésilaa. Bezprostřední příčinou této války byl lokální konflikt na Peloponésu mezi Spartou a spojenci z koalice Théb, Atén, Korintu a Argu ve kterém se angažovali hlavně Sparta a Théby, ale hlubší příčinou byla expanzivní politika Sparty. Válka se vedla na dvou frontách na souši a na moři. Na souši Sparta sice zvítězila ve více významných bitvách, ale tato vítězství nedovedla využít důsledně ve svůj prospěch a proto se válka na pevnině vyvíjela nerozhodně. Na moři dominovaly s podporou Peršanů Atény, neboť Sparta v bitvě u Knidy ztratila významnou část svého loďstva. Do války se Agésilaos zapojil vítězstvím v Bitva u Koronei, kde se mu 14. srpna v roce 394 př. n. l. pokusili spojené síly Théb a Arga blokovat přechod na Peloponés. Podle historika Xenofóna to byla bitva nesmírně krvavá, ve které padlo mnoho vojáků na obou stranách a Agésilaos byl v bitvě zraněn. V další fázi korintské války navzdory vynikajícím vojenským schopnostem Agésilaa Sparta ne vždy dokázala odolávat nepříteli, protože obě strany v bojích využívaly žoldáků v čem byly řečtí soupeři Sparty zvýhodněni, protože byly podporováni zlatem z Persie. To se ale později změnilo.
Jelikož Athény po vítězství u Knidy opět vyrostly na námořní velmoc a postupně vzrostla i moc Théb, příliš velký vzrůst thébské a aténské moci nebyl v zájmu Peršanů. Tuto obavu Persie využila Sparta, která v roce 387 př. n. l. poměrně snadno přesvědčila prostřednictvím svého zmocněnce Antalkida perského krále Artaxerxa uzavřít tzv. "Královský mír". Podle společné dohody si perský král ponechal maloasijská města a Kypr. Athénám přiznaly ostrovy Lémnos, Skyros, Imbros a Sparta byla pověřena funkcí jakéhosi dozorce nad perskými zájmy v Řecku.
V dalších letech však vypukly v Persii nepokoje, které překročily rámec obvyklých palácových spiknutí. Proti ústřední moci vystoupili sami královští místodržící a proto byl vliv na dění v Řecku perskému králi omezený. Toho využily Athény a Théby, které mohly rozšířit svou moc. Athéňané v roce 378 př. n. l. začali organizovat svůj druhý námořní spolek a uzavřeli spojeneckou smlouvu s 32 státy a zanedlouho tento počet ještě vzrostl. Sparťané se rostoucí vliv Athén snažili zastavit, ale to jim nevyšlo, neboť v roce 376 př. n. l. námořní bitvě u ostrova Naxos utrpěli porážku. Také v Thébách obnovili Bojótský spolek, který spartský král Agésilaos neuznal a po neúspěšných jednáních za zrušení spolku vpadlo spartské vojsko v roce 371 př. n. l. pod velením Agésilaova spolukrále Kleombrota do Bojótie. Pod svým velením měl 10 000 těžkooděnců a 1000 jezdců. Thébané postavili vojsko o počtu 6500 mužů. V červenci tohoto roku se pak vojska srazila na pláni nedaleko vesnice Leuktry. Thébský velitel vojsk Epameinóndas menší počet svého vojska vykompenzoval novou taktikou boje a s bojovou formací tzv. "Kosý šik" dosáhl ohromujícího vítězství. Sparťané ztratili v boji 4000 mužů a mezi mrtvými ležel i jejich král Kleombrotos.
Následky této porážky byly pro Spartu přímo fatální. Peloponéský spolek se jim rozpadl a proti Spartě povstali Messéňané i Arkaďané a na následující rok Epameinóndas s armádou z celé Bojótie osvobodil nejprve Messénii po téměř 350leté porobě a později Arkadii. Navzdory převaze se jim však nepodařilo dobýt Spartu, kterou ubránilo vojsko vedené Agésilaem. Hegemonie Théb však trvala krátce. Zazářila rychle jako meteor, ale tak rychle i zhasla.
V roce 362 př. n. l. se spojila proti Thébám vojska tradičních nepřátel Sparty a Athén a jejich rozhodující boj se odehrál Bitva u Mantinei. I když bitva skončila nerozhodně, obě strany utrpěly velké ztráty na životech. Epameinóndas zahynul v boji a tím krátké období thébského hegemonie v Řecku skončilo. Ale i Sparta (jakož i Athény) ve svých následujících dějinách nedosáhla slávy z počátku panování Agésilaa. Agésilaos se se svým synem Archidamem ještě pokusili tento nepříznivý stav zvrátit, ale to se jim už nepodařilo. Když král Agésilaos jako 84letý ve Spartě zemřel, Sparta ho pohřbila velkolepě se všemi královskými poctami.
Úpadek Sparty nelze připsat pouze na vrub spartského krále Agésilaa. Pravomoci krále byly ve Spartě v jeho době omezené. Skutečnou moc měla Gerúsia a hlavně Eforové, kteří mohli odsoudit i samotného krále v případě porušení zákona i k trestu smrti. K úpadku Sparty přispěl i Epitadeův pozemkový zákon přijatý v těchto letech. Zákon otevřel cestu ke koncentraci pozemkového vlastnictví, což mělo pro Spartu dalekosáhlé negativní následky. Během dalších dvou generaci se počet vlastníků půdy snížil z původních 9000 na 1500. Půdy zbavení Sparťané se dali najímat jako žoldáci a jejich odchodem se snížil vojenský potenciál Sparty. Během prvních let panování Agésilaa došlo také k prvnímu známému spiknutí proti spartskému státu. Vůdce spiknutí Kinadón měl za cíl zlomit moc oligarchie a dát práva chudším Sparťanům. Pokus o převrat byl ale rychle potlačen a Kinadón po mučení popraven.
I přesto všemu antičtí historici popsali Agésilaa jako panovníka výjimečných kvalit, který žil svůj život jako skutečný "Sparťan". Známý je jeho výrok zaznamenán Plutarchem: "Pokud jsem provedl jakýkoli čin, který si zasluhuje vzpomínku, tento skutek bude mým pomníkem. Pokud ne, žádný pomník nemůže zachovat mou památku.